# Otomi (Kriegerkaste)
Die Otomí waren vermutlich adlige Krieger, die zusammen mit den Cuachicqueh die Elite im aztekischen Heer bildeten.
Sie kämpften vor allem mit der Absicht ihren schon beträchtlichen Ruhm noch zu vergrößern. Ihr enormer Idealismus spiegelt sich in ihrer selbstauferlegten Verpflichtung wider, in Schlachten immer die Konfrontation mit dem Feind zu suchen. Ein Otomitl (Singular von Otomí) wurde ein Krieger, indem er wenigstens neun Kriegsgefangene für die Opferrituale bereitstellte. Als Teil der Elite der aztekischen Krieger mussten die Männer aus diesem Kriegerbund die gefährlichsten und strategisch wichtigsten Positionen auf dem Schlachtfeld besetzen. In Zweiergruppen kämpften sie, je nach Strategie, in der vordersten Reihe, unter die weniger erfahrenen Kameraden gemischt oder als letzte Reserve. Die Otomí hatten in der aztekischen Gesellschaft, ebenso wie die Cuachicqueh einen schlechten Ruf. Sie galten als selbstherrlich und grob. Diese negativen Charakterzüge und weitere Ähnlichkeiten mit einem gleichnamigen, benachbarten Volk brachten den Otomí höchstwahrscheinlich ihren Namen ein.